# Nguyễn Phú Trọng
Nguyễn Phú Trọng (født 14. april 1944 - død 19. juli 2024) var præsident i Vietnam fra 2018-2021.
Nguyễn Phú Trọng var leder af det kommunistiske parti i Vietnam.